# بودای (لبنان)
بودای (به عربی: بودای) یک منطقهٔ مسکونی در لبنان است که در شهرستان بعلبک واقع شده‌است. بودای ۸٬۰۰۰ نفر جمعیت دارد و ۱٬۰۸۰ متر بالاتر از سطح دریا واقع شده‌است.